# Pierre Cloarec
Pierre Cloarec (Pleyben, 14 de març de 1909 - Pont-l'Abbé, 7 de desembre de 1994 va ser un ciclista francès que fou professional entre 1928 i 1944. Anomenat ''Clo-clo'', en el seu palmarès destaquen dues etapes del Tour de França, ambdues el 1939, i el GP Ouest France-Plouay de 1938.

## Palmarès
- 1929
  - 1r del Circuit de Meurthe-et-Moselle
- 1933
  - 1r del Gran Premi de Telegrama de Brest a Châteaulin
  - 1r del Gran Premi de Bocage Normand
  - Vencedor d'una etapa del Circuit de l'Oest
- 1935
  - 1r del Gran Premi de Telegrama de Brest a Châteaulin
  - Vencedor d'una etapa del Circuit de l'Oest
  - Vencedor d'una etapa del Circuit de Morbihan
- 1937
  - 1r de la París-Saint Étienne
- 1938
  - 1r de la Marsella-Lió
  - 1r del Circuit de Morbihan
  - 1r de la Rouen-Caen-Rouen
  - 1r del GP Ouest France-Plouay
  - Vencedor d'una etapa del Circuit de l'Oest
  - Vencedor d'una etapa de la Vire-Cherbourg-Vire
- 1939
  - 1r de la Marsella-Lió
  - 1r de la París-Camembert
  - 1r de la Nantes-Les Sables d'Olonne
  - 1r del Circuit de Douarnenez
  - Vencedor de 2 etapes del Tour de França
- 1941
  - Vencedor d'una etapa del Critèrium de Midi

### Resultats al Tour de França
- 1933. 38è de la classificació general
- 1935. 18è de la classificació general
- 1936. 22è de la classificació general
- 1937. 32è de la classificació general
- 1939. 31è de la classificació general i vencedor de 2 etapes

### Resultats al Giro d'Itàlia
- 1935. 44è de la classificació general